# 朱誼㳆
朱誼㳆（1576年—1655年），字子斗，明朝永興恭憲王朱志墣七世孫，朱敬鑉的侄子，明朝奉國中尉。明朝詩人、書法家，青門七子之一。

## 生平
朱誼㳆擅長書法，其楷書運筆精到，勁秀工整。他時常觀摩碑拓，曾在《雁塔聖教序》王承之拓本中留下題語，在《漢西嶽華山廟碑》關中拓本中也留有題款。
朱誼㳆會彈奏箜篌。秦藩宗室朱惟㸌有一把豎箜篌，他平素有修習，因而能向姚旅演示用法。他感嘆自己年老，希望教授技藝給年輕人，但卻無人肯學。
朱誼㳆的宅邸號具來軒。他年輕時常與青門七子另外六人交游，朱誼瀄的《夏日諸公集子斗宅戲簡短句》《冬夜子斗宅分得氷字》《雪霽具來軒》等詩便是朱誼瀄因與詩社成員在他家聚會所作。後來，李因篤尋訪其荒廢的舊宅，作有《過前中尉子斗先生舊第有感》一詩憑弔。
朱誼㳆也瞭解一些近代天文知識。據其忘年之交王弘撰回憶，朱誼㳆轉述西洋人所知：月亮不是一個圓球，月中黑點就是凹陷的地方。銀河中像雲一樣的東西，都由星星組成。昴宿星團有多於七個星星。這些都是他們製造的望遠鏡驗證的知識。朱誼㳆認為西學雖與儒學相悖，但其使用的望遠鏡等工具，確實有獨到的長處。
崇禎十六年（1643年），李自成攻陷西安，其長子朱存杠攙扶他逃難到鄉下，得以倖免。次子朱存柘則執義不屈，投井自殺。
明亡後，王弘撰多次拜訪他，他非常欣喜。康熙二年（1663年），顧炎武動身去拜訪他時，他已經去世，顧炎武只見到朱存杠，向朱存杠借讀朱誼㳆的著作，並為之寫序。朱存杠又讓自己的兒子楊烈、外甥王太和跟隨顧炎武學習。其子孫避禍，改朱姓為朱誼㳆母親的楊姓。
其墓在延興門，墓碑題為子斗先生墓。

## 著作
- 《朱誼㳆集》[2]
- 《祀竈》[3]
- 《雜詩》四首，載《明詩綜》[3]
- 《題旅社》，載《御選宋金元明四朝詩》[22]
- 因薩爾滸之戰失利，劉鋌、杜松兩將戰死，作七律《紀事》五首，載《露書》[23]

2011年，朱誼㳆與朱誼汜的絹本書法合卷詩在北京匡時春季拍賣會中以人民幣1725000元成交。其手卷書於崇禎十三年孟夏二日（1640年5月22日），包含以下詩篇，《明代秦藩文學研究》附錄二錄有全文：
- 《聞馭仲老社丈解郡奉侍》二首[12]
- 《喜馭仲老社丈抵里奉訊》[12]
- 《馭仲老社丈授屯田令奉寄》二首[12]
- 《閱耕山下望馭仲老社丈別業懷寄》[12]
- 《馭仲老社丈自屯留之蔚州太守》二首[12]
- 《塞下曲寄馭仲老社丈》六首[12]
- 《馭仲老社丈生子于雲中寄賀十四韻》[12]
- 《送馭仲老社丈蔚州太守入覲》[12]
- 《聞馭仲老社丈有迂道西還意志喜》一首[12]
- 《乙亥九日寄馭仲老社丈》[12]
- 《秋獲後言懷寄馭仲老社丈》[12]
- 《聞馭仲老社丈擢守維揚》三首[12]
- 《馭仲老社丈擢守登郡寄賀》二首[12]
- 《喜馭仲老社丈生次君于登郡崇禎戊寅上巳日與翁同物》[12]
- 《聞馭仲老社丈又自登改代登人上書得留》[12]
- 《郊望寄馭仲老社丈》[12]
- 《書卷寄馭仲老社丈系之長局》[12]
- 《承器君用還附書家信中再寄》二首[12]
- 《渭川詞寄馭仲老社丈》三首[12]

## 評價
李因篤對他推崇備至。朱彝尊認為他才情橫溢，其《祀竈》一作雖未達到盡善盡美，卻也文氣浩瀚，常人不可比肩。

## 家庭
- 母：楊氏[18]
- 長子：朱存（1602年—？），字伯常[17]，妻王氏[18]
  - 子：朱輔烈？→楊烈[18]
- 次子：朱存柘（？—1643年），字彥衡，崇禎十五年陝西鄉試副榜，李自成攻佔西安，執義不屈，投井自殺[5]